# Otakar Čížek

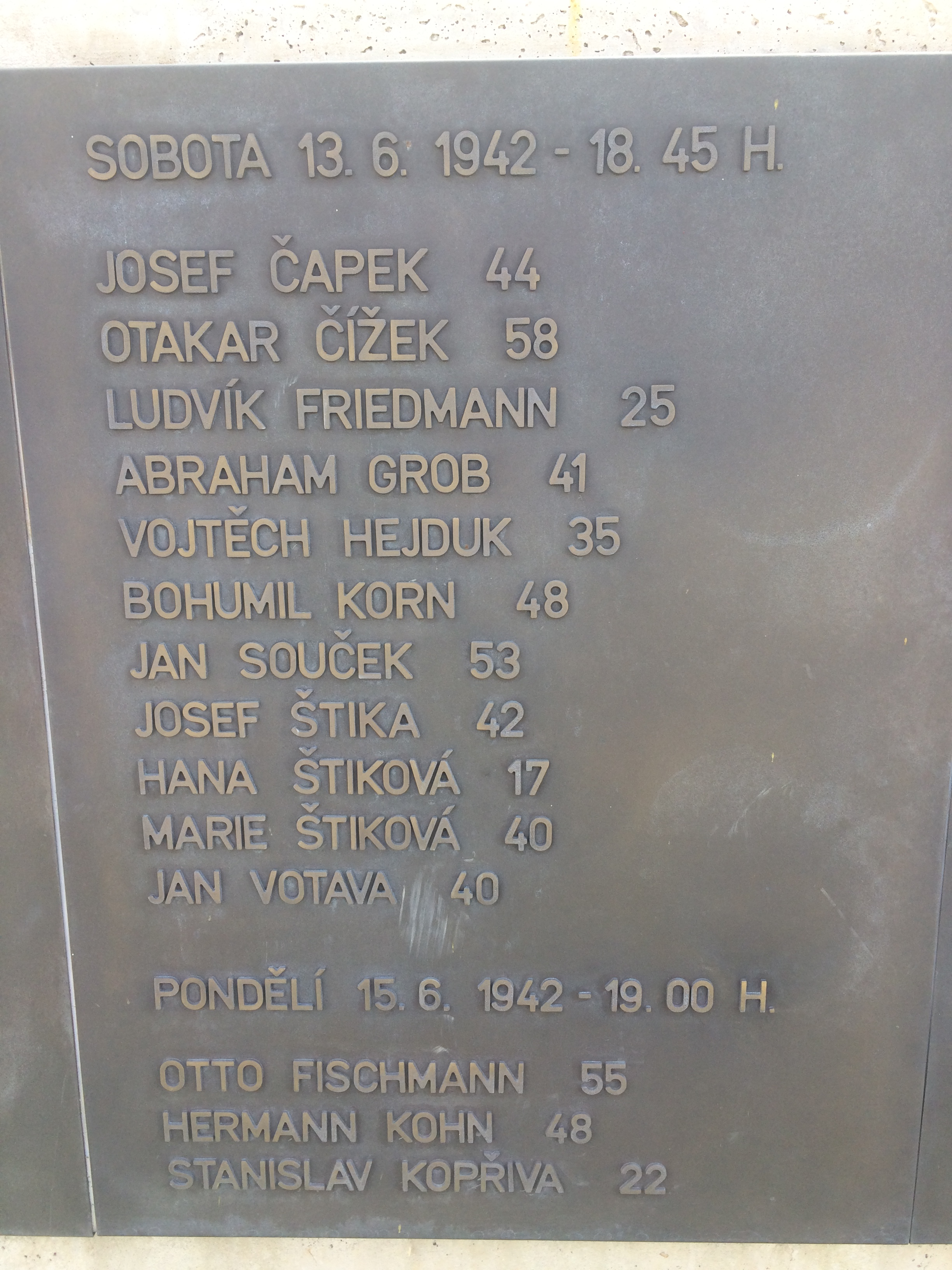
Jmenný seznam popravených na Kobyliské střelnici v Praze

Otakar Čížek (25. srpna 1883 Broumov – 13. června 1942 Praha-Kobylisy) byl vysoce postavený státní úředník, předválečný čestný radní v Liberci, kde hájil zájmy českého národa a prosazoval český jazyk před tehdy používaným jazykem německým nejen na úřadech.

## Život
Pocházel z rodu berních úředníků. Narodil se jako nejstarší z šesti dětí Ottokara Čížka (* 10. září 1847) a Marie Rosiny, roz. Meder (* 13. března 1855). Po studiích na gymnáziu nastoupil do státní služby na finančním odboru. V roce 1914 si vzal za manželku Marii, roz. Krupkovou (30. srpna 1894 – 26. prosince 1971 Liberec). Působil v úřadech po celé Československé republice. Třetím jeho služebním působištěm byl berní úřad v Liberci, jehož se stal ředitelem. Měl dvě děti, syna plk. Otakara (1. června 1915 Pelhřimov – 9. října 1997 Praha) a dceru Marii (* 1917), která až do své smrti žila v Liberci. Místem jeho posledního odpočinku je (kolumbárium) na libereckém hřbitově.

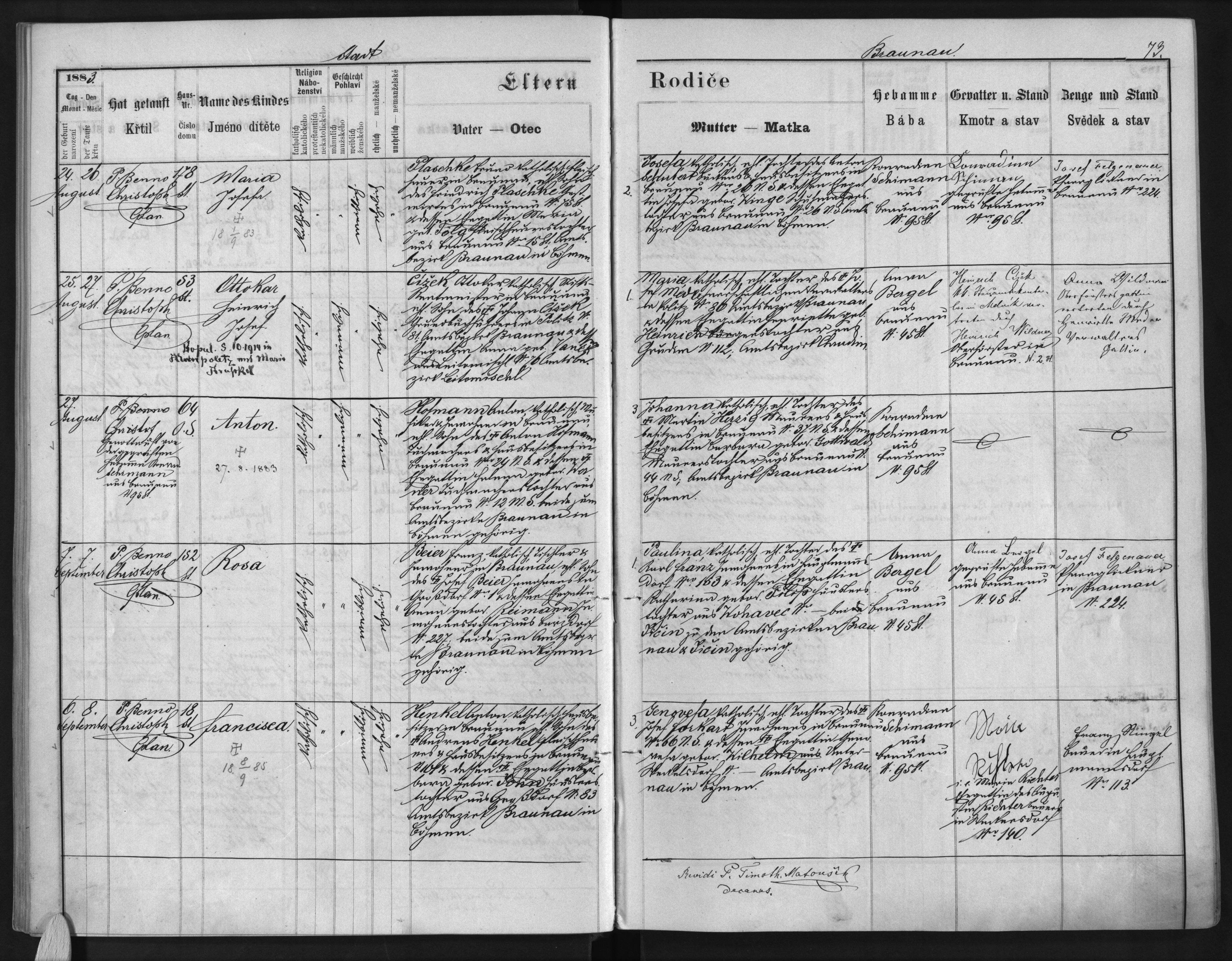
Matriční záznam o křtu, východočeské matriky, město Broumov

Jako ředitel libereckého berního úřadu se účastnil nejen veřejného a společenského českého života v Liberci, ale ujal se odpovědného úkolu hájit v tehdejší liberecké radnici práva a požadavky českého člověka. Před vypuknutím druhé světové války byla čeština v radničních jednáních slyšet jen velmi sporadicky. Byla to práce odpovědná a vyčerpávající, vedl usilovný boj o prosazování všeho českého. Po okupaci Liberce byl ředitelem berního úřadu v Praze-Holešovicích. Nacisté jej vedli v patrnosti. Dne 10. června 1942 byl ve svém pražském bytě zatčen a o tři dny později, 13. června 1942, byl popraven na pražské Kobyliské střelnici v rámci stanného práva v odvetě za atentát na Reinharda Heydricha.

## Památka
Jeho jméno se nachází na seznamu popravených na Památníku na střelnici v Kobylisích, který je věnovaný obětem heydrichiády.
V Liberci je po Otakaru Čížkovi pojmenována ulice – Čížkova, Liberec I.